# 安順斜塔

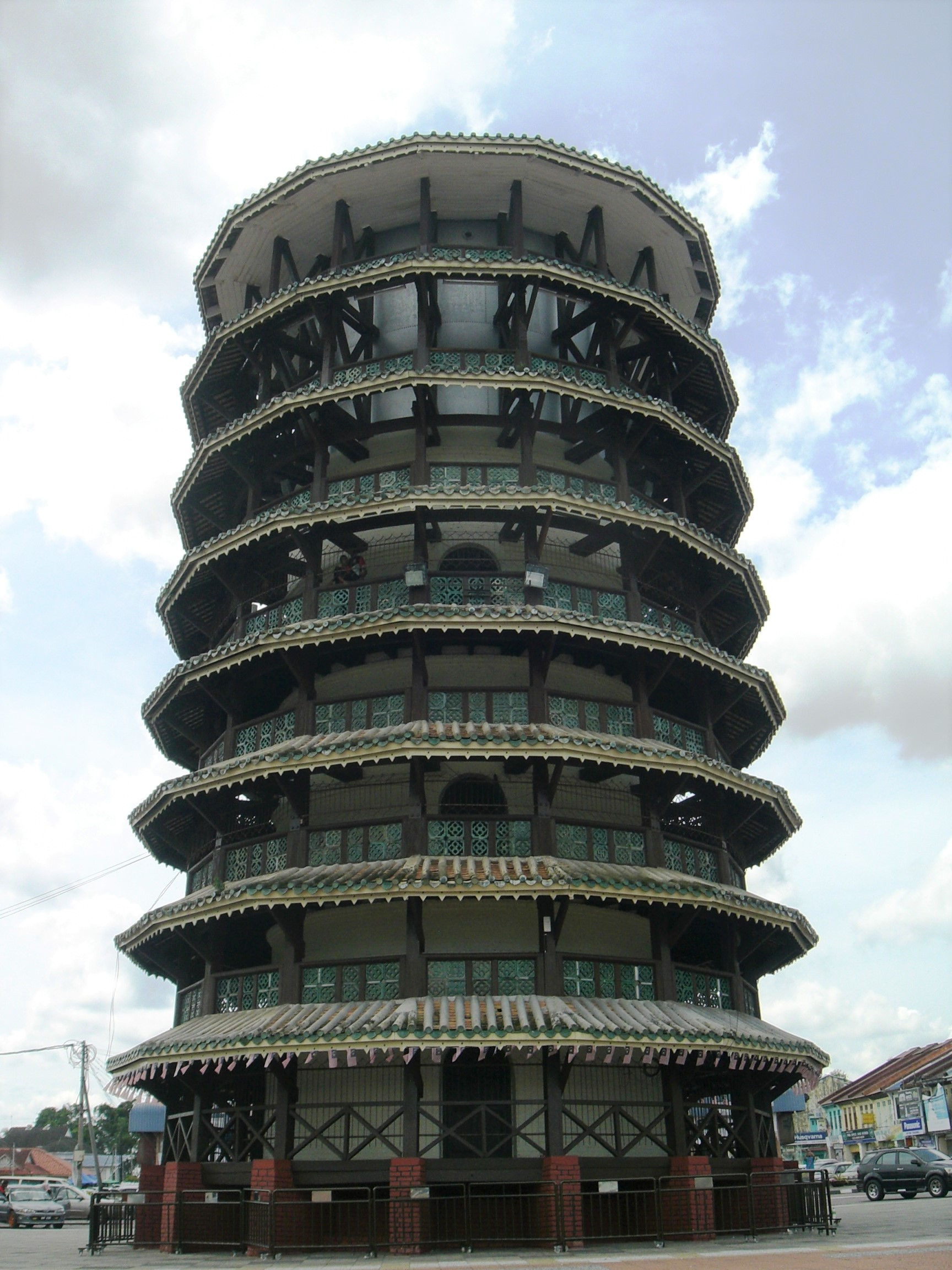
安順斜塔外觀

安順斜塔位於馬來西亞霹靂州安順市市中心的亞昌街（Jalan Ah Cheong；以斜塔設計師梁全忠命名），是当地著名地標。该塔是由安顺著名慈善家、商人兼建筑师梁全忠在1885年所建，樓高25.5公尺，共有3層樓高和110个阶梯。安顺斜塔于2015年列入马来西亚国家遗产，并由馬來西亞國家博物馆管理。由於斜塔上放置一座大鐘，因此安顺斜塔也被當地人稱為大鐘樓。

## 歷史

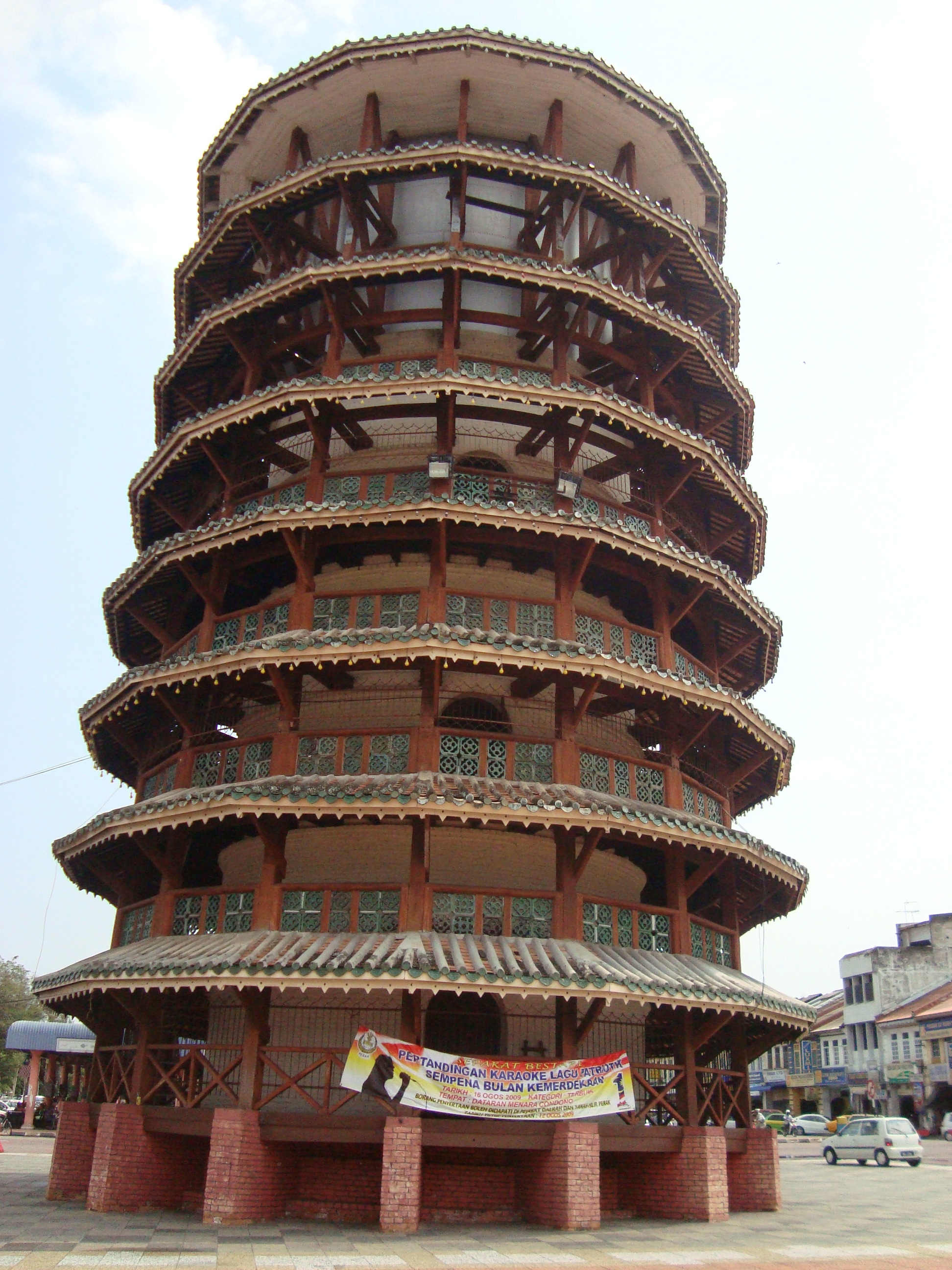
安顺斜塔侧面

安順市位於霹靂河下游，當地因盛產錫礦而發展起來成為霹靂州南部主要的城市。安顺斜塔在1885年由从中国南来的建筑师梁全忠承建，当时斜塔頂樓有個大蓄水池，為當地人供應自來水。在1889至1895年间，霹雳河水泛滥，土壤長期浸水而變得鬆軟，使这座原本作为储水用途的高塔往市镇倾斜，並深陷土壤中，至此，就成為今日的模樣，也不再做儲水的用途。
在第二次世界大戰前，英國殖民政府曾想把斜塔推倒，但因為當地的群眾反對而作罷。在日軍入侵馬來亞時，日軍把它作為探刺軍情的瞭望台。現在，安順斜塔上以裝了一座大鐘，成為一座报时鐘樓，遊客也被允许進入塔內游览该斜塔。斜塔四周也已被当地地方议会规划为广场，供游客瞻仰斜塔之余也作为当地重大活动的举办场地。

## 建築
安順斜塔是一栋八角钻尖的中国风宝塔式建筑，从底层至顶部的高度为25.5米（85尺），外觀看起來像是擁有8層樓，實際上裡面只有4層樓，每層樓高5米，内部拥有110级阶梯和青绿色屋瓦栏杆通往楼顶。该塔还拥有一个特殊之处，即斜塔的倾斜度会不断出现微小的变化，改变位置。
塔內每層都有一道寬6尺寬的走廊，遊客可到走廊欣賞安順市的景色。斜塔因由當地華裔設計和建造，因此深具中華韻味，表現出中華文化深耕在馬來亞土地的現象。此外，该塔也设有免费无线网络供游客使用。

## 另見
- 比薩斜塔
- 首都門